# Pojjusskaidi
Pojjusskaidi är en kulle i Finland.   Den ligger i den ekonomiska regionen Norra Lappland och landskapet Lappland, i den norra delen av landet, 900 km norr om huvudstaden Helsingfors. Toppen på Pojjusskaidi är 469 meter över havet.
Terrängen runt Pojjusskaidi är platt åt sydväst, men åt nordost är den kuperad.  Trakten runt Pojjusskaidi är nära nog obefolkad, med mindre än två invånare per kvadratkilometer. Det finns inga samhällen i närheten. Omgivningarna runt Pojjusskaidi är i huvudsak ett öppet busklandskap.